# Костянтин Бодін
Костянтин Бодін — король Дуклі з 1081 до 1101 року та упродовж короткого часу 1072 року цар Болгарії під ім'ям Петра III. Дати його народження і смерті невідомі.

## Походження
Костянтин Бодін був сином жупана Сербії Михайла I, онуком Стефана Воїслава та його дружини, онуки болгарського царя Самуїла.

## Цар Болгарії
1072 року болгари у Скоп'є підбурили повстання проти візантійського правління. Ватажком повстання був Георгій Войтех, виходець із болгарської знаті. Повстанці звернулись із проханням до Михайла I відрядити до них одного зі своїх синів, спадкоємців болгарської царської династії, щоб сісти на болгарський престол.
Восени 1071 року Костянтин Бодін, сьомий син Михайла, прибув до Прізрена з невеликим військом та зустрівся з Войтехом та іншими очільниками повстання. Вони супроводили його до Скоп'є і проголосили болгарським царем під іменем Петра III. Це мало нагадувати царів Петра I, який помер 970 року, і Петра II Деляна, який очолював попередне велике повстання проти Візантії у 1040–1041 роках.
Війська новопроголошеного царя взяли Ніш та Охрид, але зазнали поразки поблизу Касторії. Візантійські війська перейшли у контрнаступ та взяли Скоп'є за допомогою Георгія Войтеха, який зрадив Петра III. Потім Петро III потрапив у полон у битві і його відправили до Константинополя разом із Войтехом. Войтех помер дорогою, а Петра III ув'язнили, спочатку в Константинополі, потім в Антіохії.

## Король Дуклі
Близько 1078 року Костянтина врятували з полону венеційські купці, і він повернувся до батька. Незабаром, 1081 року, Михайло Воїславлович помер, і Костянтин Бодін спадкував йому. Був Великим жупаном Сербії та королем Дуклі.
В історичній хроніці Ордерік Віталій, що описує 1096 року титулується король слов'ян (Rex Sclavorum).

## Родина
Був одружений з Яквінтою з Барі, мав від неї дітей:
1. Михайло II, великий жупан 1101–1102
2. Георге (Đorđe), великий жупан 1118 та 1125–1127